# Fira Medieval d'Oficis de Súria
La Fira Medieval d'Oficis de Súria, a la comarca del Bages és una fira històrica de periodicitat anual. Es desenvolupa el segon cap de setmana de novembre al Poble Vell d'aquest municipi.
La primera edició de la Fira Medieval d'Oficis de Súria es va celebrar l'any 2002 amb l'objectiu de reviure l'ambient i els oficis de l'època medieval, aprofitant l'entorn dels carrers i les places del Poble Vell.
La Fira Medieval d'Oficis de Súria inclou les següents activitats:
- Paradistes i artesans: es distribueixen per les places i carrers del Poble Vell, oferint productes artesanals i demostrant tècniques d'oficis tradicionals.[3]
- Tallers participatius: a càrrec dels artesans de la fira i diferents entitats.[3]
- Espectacles i animació: actuacions, recreacions històriques i espectacles de carrer. Un dels actes de la Fira és l'obra teatral ‘Salats!' del guionista i escriptor surienc Jaume Esquius i Miquel, a l'entorn dels embolics provocats per la sal durant l'edat mitjana.[4]
- Visites guiades: al llarg de la Fira Medieval d'Oficis es porten a terme visites guiades pel Poble Vell, el centre d'interpretació del Castell i l'Església del Roser.[5]

Amb el pas dels anys, la Fira Medieval d'Oficis de Súria ha anat incorporant noves activitats i espais, així com exposicions i projeccions sobre temes històrics.